# Джейсон Крайс
Джейсон Крайс (англ. Jason Kreis, нар. 29 грудня 1972, Омаха) — американський футболіст, що грав на позиції півзахисника, нападника. Виступав, зокрема, за клуби МЛС «Даллас Берн» та «Реал Солт-Лейк», а також національну збірну США. По завершенні ігрової кар'єри — тренер. З 2021 року входить до тренерського штабу клубу «Інтер» (Маямі).

## Клубна кар'єра
Джейсон Крайс народився 1972 року в місті Омаха. Розпочав грати у футбол в університетському клубі Дюкського університету «Дьюк Блю Девілз». У професійному футболі дебютував 1993 року виступами за команду «Ролі Флаєрс». У наступному році грав у складі команди «Нью-Орлеан Сторм», після чого у 1995 році повернувся до «Ролі Флаєрс».
У 1996 році Джейсон Крайс став гравцем клубу МЛС «Даллас Берн». У складі команди з Далласа футболіст грав до 2004 року. У складі «Даллас Берн» він був одним з головних бомбардирів команди, відзначившись 91 забитим м'ячем у 247 проведених матчах, а в сезоні 1999 року став одним із трьох найкращих бомбардирів регулярного чемпіонату.
У 2004 році Крайс перейшов до іншого клубу МЛС «Реал Солт-Лейк», за який грав до 2007 року, після чого завершив виступи на футбольних полях.

## Виступи за збірну
У 1996 році Джейсон Крайс дебютував у складі національної збірної США. У складі національної збірної грав до 1999 року. Загалом протягом кар'єри в національній команді провів у її формі 14 матчів, забивши один гол.

## Кар'єра тренера
Джейсон Крайс розпочав тренерську кар'єру відразу ж по завершенні кар'єри гравця у 2007 році, очоливши тренерський штаб клубу «Реал Солт-Лейк», де він працював з 2007 по 2013 рік.
У кінці 2013 року було повідомлено, що Крайс має очолити новостворений клуб «Нью-Йорк Сіті», який отримав місце в МЛС. Фактично «Нью-Йорк Сіті» розпочав виступи з початку сезону 2015 року. Крайс очолював ньюйоркську команду протягом сезону 2015 року, після чого покинув клуб.
На початку 2016 року Джейсон Крайс очолив іншу команду МЛС «Орландо Сіті», в якій працював до 2018 року.
У 2019 році Крайс був призначений головним тренером олімпійської збірної США. Одночасно він у 2020—2021 роках очолював клуб другої МЛС «Форт-Лодердейл». Олімпійська збірна не подолала відбірковий турнір на Олімпійські ігри 2020 року, і у 2021 році тренера звільнили з посади. З 2021 року Джейсон Крайс входить до тренерського штабу клубу «Інтер» (Маямі).

## Титули і досягнення

### Як гравця
- Найкращий бомбардир MLS: 1999 (18 голів, разом із Стерном Джоном і Роєм Лассітером)